# The Star-Ledger
Pour les articles homonymes, voir Ledger.

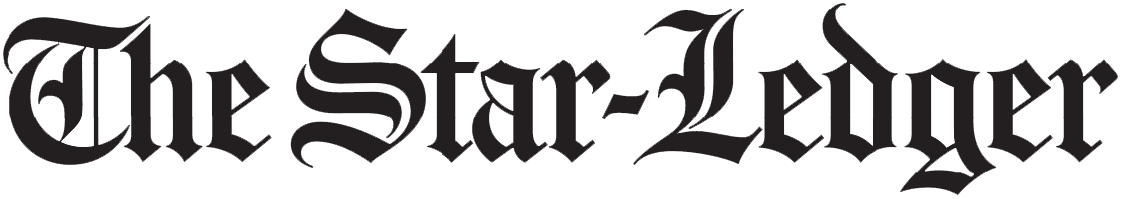
Logo

The Star-Ledger est un quotidien américain, dont le siège se situe à Newark dans l'État du New Jersey. Le quotidien est détenu par le groupe Advance Publications.

## Histoire
Début février 2025, The Star-Ledger publie sa dernière édition papier et poursuit sa publication intégralement sur le numérique,.